# Longview, Washington
Longview är en stad (city) i Cowlitz County i delstaten Washington. Vid 2010 års folkräkning hade Longview 36 648 invånare.